# Claudio Chacior
Claudio Ángel Chacior (Buenos Aires, 9 de septiembre de 1968) es un exfutbolista y actual entrenador argentino nacionalizado boliviano. Actualmente dirige a Real Potosí.

## Clubes

### Como entrenador
| Club                       | País    | Año         |
| -------------------------- | ------- | ----------- |
| Jorge Wilstermann          | Bolivia | 2003        |
| Real Potosí                | Bolivia | 2004 - 2005 |
| The Strongest              | Bolivia | 2006        |
| Real Mamoré                | Bolivia | 2006 - 2007 |
| Guabirá                    | Bolivia | 2010        |
| Universitario (USFX)       | Bolivia | 2010        |
| Jorge Wilstermann          | Bolivia | 2011 - 2012 |
| Guabirá                    | Bolivia | 2012 - 2013 |
| Unión Maestranza           | Bolivia | 2014        |
| Selección boliviana sub-20 | Bolivia | 2014        |
| Nacional Potosí            | Bolivia | 2015        |
| Olmedo                     | Ecuador | 2017        |
| Always Ready               | Bolivia | 2017 - 2018 |
| Mariscal Sucre             | Bolivia | 2018        |
| Petrolero                  | Bolivia | 2019        |
| Torre Fuerte               | Bolivia | 2020        |
| Ciclón                     | Bolivia | 2022        |
| Atlético Warnes            | Bolivia | 2022        |
| River 66                   | Bolivia | 2023        |
| Universidad Cruceña        | Bolivia | 2024        |
| Real Potosí                | Bolivia | 2025 -      |

## Palmarés

### Como entrenador
Títulos nacionales
| Título             | Club    | Año     |
| ------------------ | ------- | ------- |
| Copa Simón Bolívar | Guabirá | 2012-13 |